# کاراهان (چوکوروا)
کاراهان (به ترکی استانبولی: Karahan) یک منطقهٔ مسکونی در ترکیه است که در سیحان واقع شده‌است.